# 플로레스주

플로레스주의 위치

플로레스주(스페인어: Departamento de Flores)는 우루과이 중부에 위치한 주로 주도는 트리니다드이며 면적은 5,144km2, 인구는 25,050명(2011년 기준)이다. 북쪽과 동쪽으로는 두라스노주, 남동쪽으로는 플로리다주, 남쪽으로는 산호세주, 서쪽으로는 소리아노주와 접한다.

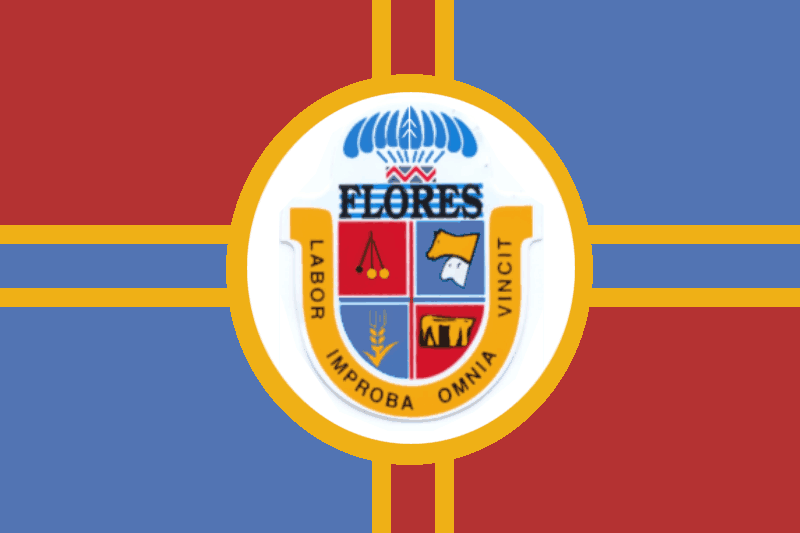
주기
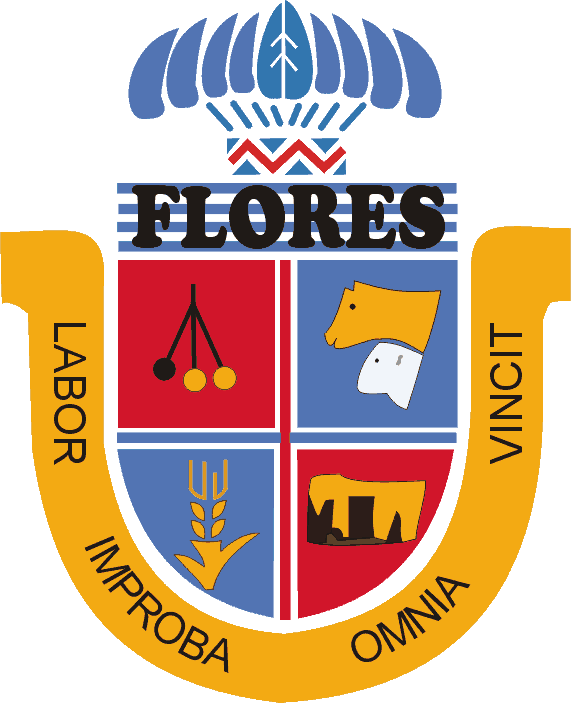
주 문장

## 같이 보기
- 트리니다드 (우루과이)